# デュオこうべ

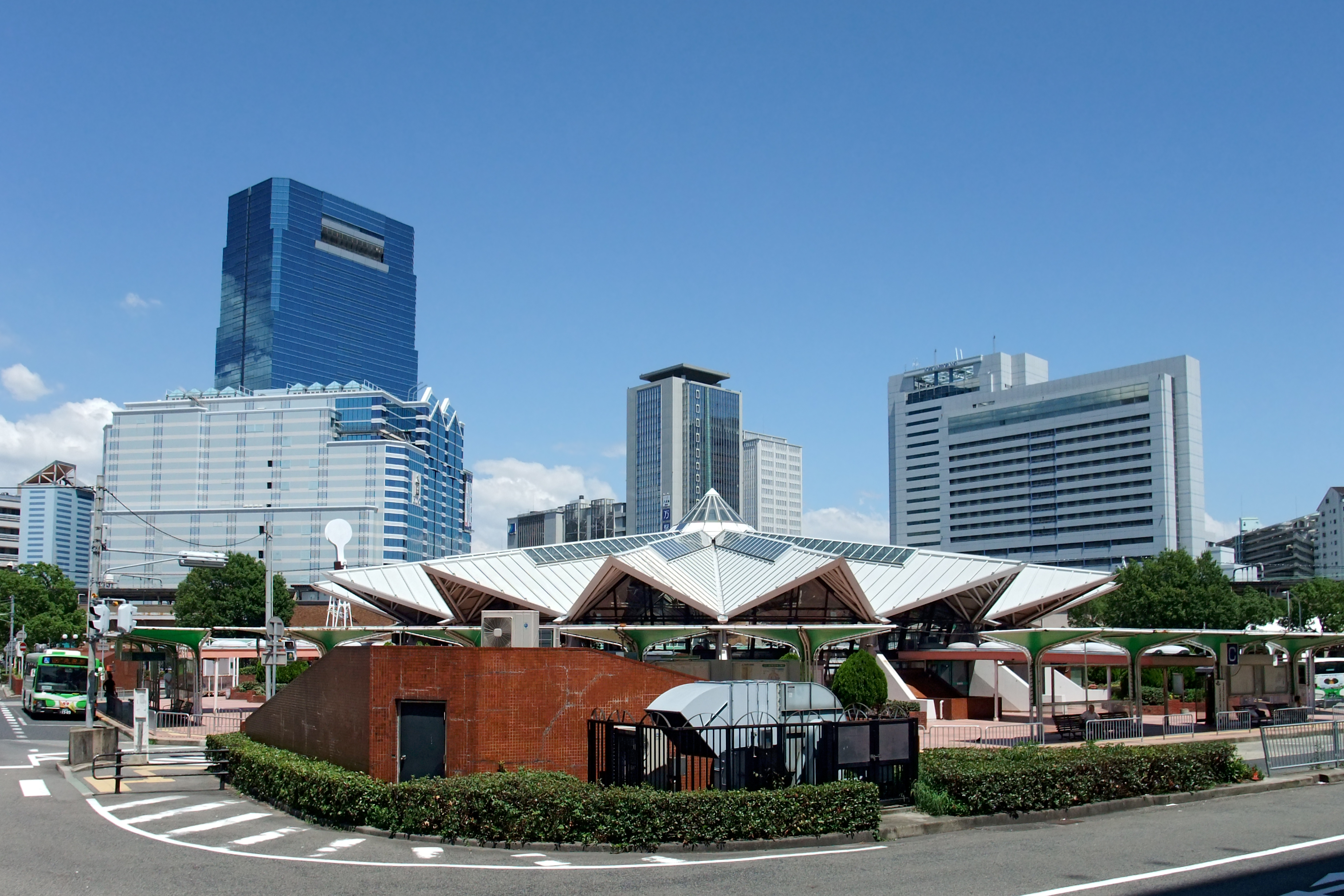
山の手　サンポルタ広場地上入口

デュオこうべ（DUO KOBE）は、兵庫県神戸市中央区の神戸駅周辺からハーバーランドの間にある地下商店街。神戸地下街株式会社が運営・管理する。

## 概要
1992年（平成4年）9月にオープン。 
JR神戸駅を境に「浜の手」と「山の手」の2つの街で構成され、JR神戸駅直下にある地下道で「浜の手」「山の手」の両者が結ばれている。
二つがペアになっている状態を意味する言葉「デュオ」と命名された由縁である。ハーバーランドの街開きに合わせてオープンした。
ただし、「山の手」については、神戸駅前のバスターミナル完成時、「サンこうべ」として誕生したものをハーバーランド開業にあわせて改装して「デュオこうべ 山の手」となった。現在でも「山の手」には、サンこうべ時代の太陽を思わせる赤い装飾が残っているほか、エスカレーターの手すりが青色ではなく赤色であるのも当時の名残である。
婦人服から若者向けのレディースを扱う店舗が立ち並び、飲食店やアクセサリーショップ・雑貨屋・靴屋なども出店している。
神戸市営地下鉄ハーバーランド駅・JR神戸線神戸駅・神戸高速鉄道高速神戸駅のほか、JR神戸駅前バスターミナルとも直結している。
浜側の終端ではハーバーセンターやプロメナ神戸に、山側の終端では高速神戸駅コンコースをはさんでメトロこうべが神戸高速鉄道新開地駅まで伸びている。そのため、雨天時や夏の暑い日、降雪時であっても、ハーバーランドから新開地まで手軽に徒歩移動できる。

### 様式
「山の手」・「浜の手」とも天井の高い開放感のある空間が作られ、とりわけ浜の手はハーバーランドの象徴である港をイメージした創りである。
「浜の手」の「デュオドーム」や通路などが広く取られており、延床面積が同規模のさんちかの半分程度の店舗数となっている。

## 沿革
- 1974年（昭和49年）10月 - サンこうべオープン
- 1984年（昭和59年）9月 - サンこうべ10周年リフレッシュオープン
- 1992年（平成04年）9月 - デュオこうべオープン。それまでのサンこうべは「デュオこうべ山の手」となる。
- 2001年（平成13年）3月 - デュオこうべリニューアルオープン
- 2009年（平成21年）2月 - ステップ35リニューアルオープン。山の手カスケード広場を「サンポルタ広場」にリニューアルオープン
- 2015年（平成27年）4月 - 浜の手国道下リニューアルオープン。
- 2017年（平成29年）4月 - 浜の手再整備工事竣工

出典：神戸地下街株式会社 会社案内 (PDF) 

## デュオこうべの歌
2005年、阪神・淡路大震災から10年となるのを機に、「神戸元気宣言」を行い、これをイメージする曲を作るべく歌詞が一般公募された。その結果、選定された歌詞に、シンガーソングライターの西司が作曲し歌ったのが、『笑顔を伝えて・・・』という曲。完成後は、デュオこうべの歌として使われるようになり、営業開始時刻の朝10時をはじめとして数回、フルコーラスでBGMが流されている。